# Mesomyzon mengae
Mesomyzon mengae — викопний вид круглоротих риб ряду міногоподібних. Існував у ранній крейді (приблизно 125 млн років тому).

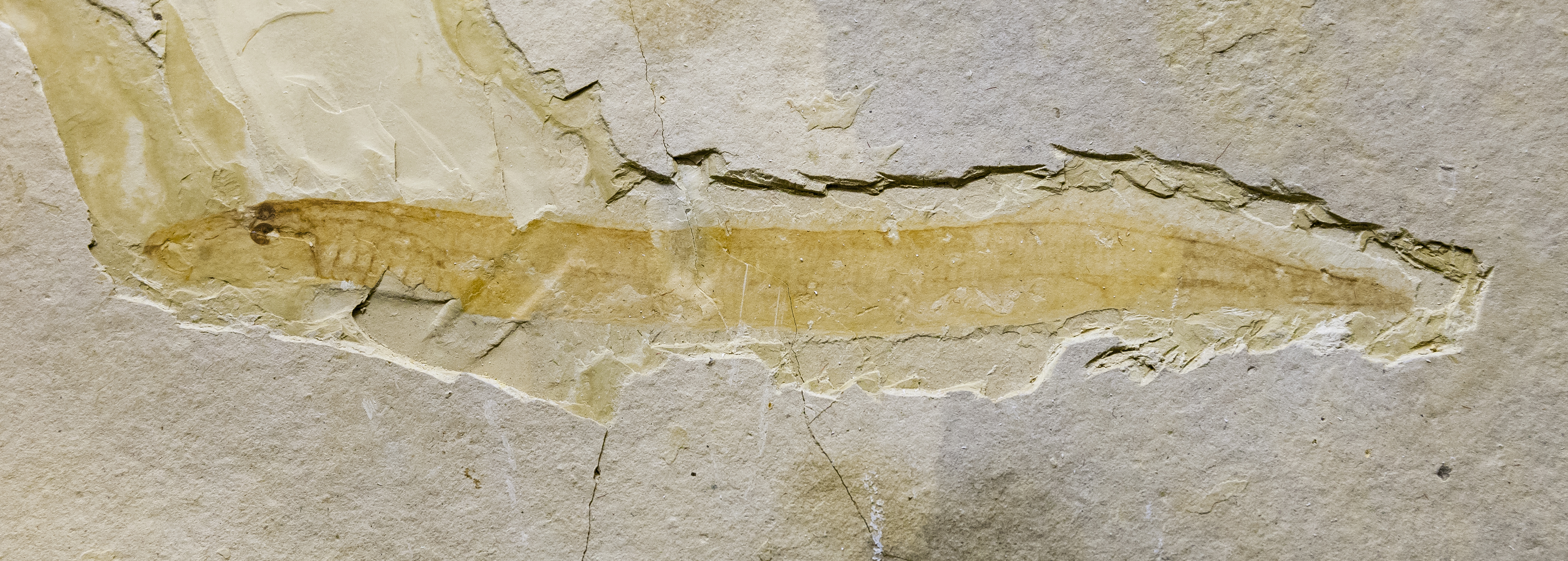
Скам'янілий відбиток

Викопні рештки риби знайдені у відкладеннях формації Їсянь в Китаї. Скам'янілі зразки демонструють істоту, дуже схожу на сучасних міног, з добре розвиненим смоктальним ротовим диском, розгалуженим кошиком, щонайменше сімома парами зябрових мішків і зябровими дугами, відбитками зябрових ниток і не менше 80 міомерами мускулатури.